# Собор Марибо
Собор Марибо (дат. Maribo Domkirke) — готический кафедральный собор в Марибо на острове Лолланн на юго-востоке Дании. Изначально собор принадлежал монастырю Марибо, которое было основано в начале XV века. Алтарь, самая старая часть собора, датируется 1416 годом. Согласно составленному Святой Бригиттой плану будущего собора алтарь имеет необычное расположение в западной части здания, а не в восточной.

## История
Первоначально церковь Марибо была посвящена Деве Марии и Святой Бригитте (1303—1373), основательнице Бригиттинского ордена. Церковь была построена в деревне Скимминге (позже переименована в Марибо) в начале XV века. Королева Маргарита I предоставила землю для строительства монастыря по просьбе бывшей гувернантки Марты (1319—1371), дочери Бригитты.
В 1418 году после основания монастыря, папа постановил, что город должен быть переименован в общину Марии (Habitaculum Mariae), что на датский манер стало Мариенбо и позже преобразовалось в Марибо. В записях монастыря Вадстены говорится, что монахи отправились основывать монастырь в Скимминге в 1416 году. После Реформации в 1536 году монастырь продолжил существование, и через 20 лет был преобразован в лютеранский женский монастырь. Когда главная церковь города сгорела в 1596 году, монастырская церковь стала приходской церковью Марибо. После того, как монастырь окончательно разрушился в 1621 году, право собственности на церковь перешло к городу. С 1803 года после создания диоцеза Лолланн-Фальстера церковь стала упоминаться как собор, однако официально получила статус собора (domkirke) только в 1924 году.
- Детали интерьера
- Неф
- Кафедра проповедника (1606)
- Купель (1777)
- Алтарная картина (1641)
- Алтарь (деталь)
- Надгробная плита знатной дамы